# Serie A 1908-1909
L'edizione 1908-09 della Serie A svizzera vide la vittoria finale del Young Boys.

## Formula
Le 15 squadre di Serie A furono suddivise in due gironi a carattere regionale. Alla vittoria venivano assegnati 2 punti, al pareggio 1 punto e zero punti alla sconfitta. Il vincitore di ogni girone partecipava alla finale.

## Classifiche gironi

### Girone Est
|  | Pos. | Squadra          | Pt | G  | V  | N | P  | GF | GS | DR  |
|  | ---- | ---------------- | -- | -- | -- | - | -- | -- | -- | --- |
|  | 1.   | Winterthur       | 25 | 14 | 11 | 3 | 0  | 59 | 17 | +42 |
|  | 2.   | San Gallo        | 18 | 14 | 8  | 2 | 4  | 53 | 35 | +18 |
|  | 3.   | Old Boys Basilea | 18 | 14 | 8  | 2 | 4  | 51 | 44 | +7  |
|  | 4.   | Aarau            | 16 | 14 | 7  | 2 | 5  | 48 | 46 | +2  |
|  | 5.   | Young Fellows    | 12 | 14 | 5  | 2 | 7  | 46 | 48 | -2  |
|  | 6.   | Basilea          | 11 | 14 | 4  | 3 | 7  | 39 | 57 | +18 |
|  | 7.   | Zurigo           | 8  | 14 | 4  | 0 | 10 | 38 | 55 | +17 |
|  | 8.   | Grasshoppers     | 4  | 14 | 2  | 0 | 12 | 23 | 55 | -32 |

### Girone Ovest
|  | Pos. | Squadra            | Pt | G  | V  | N | P  | GF | GS | DR  |
|  | ---- | ------------------ | -- | -- | -- | - | -- | -- | -- | --- |
|  | 1.   | Young Boys         | 24 | 12 | 12 | 0 | 0  | 51 | 12 | +39 |
|  | 2.   | La Chaux-de-Fonds  | 16 | 12 | 8  | 0 | 4  | 35 | 16 | +19 |
|  | 3.   | Cantonal Neuchâtel | 14 | 12 | 7  | 0 | 5  | 35 | 22 | +13 |
|  | 4.   | Servette           | 13 | 12 | 6  | 1 | 5  | 35 | 36 | -1  |
|  | 5.   | Vereinigte Bienna  | 10 | 12 | 5  | 0 | 7  | 25 | 28 | -3  |
|  | 6.   | Montriond-Losanna  | 4  | 12 | 2  | 0 | 10 | 16 | 45 | +29 |
|  | 7.   | Berna              | 3  | 12 | 1  | 1 | 10 | 13 | 51 | -38 |

## Finale
| 6 giugno 1909 | Young Boys | 1 - 0 | Winterthur | Basilea |
| 6 giugno 1909 |            |       |            | Basilea |

### Verdetto
| Young Boys Campione di Svizzera 1908-1909 1º Titolo. |